# Attique
Pour les articles ayant des titres homophones, voir Atik, Attic et Hatik.
Cet article traite de la péninsule de l'Attique, région historique de la Grèce. Pour la région administrative moderne, voir Attique (périphérie), pour d'autres usages voir Attique (homonymie)

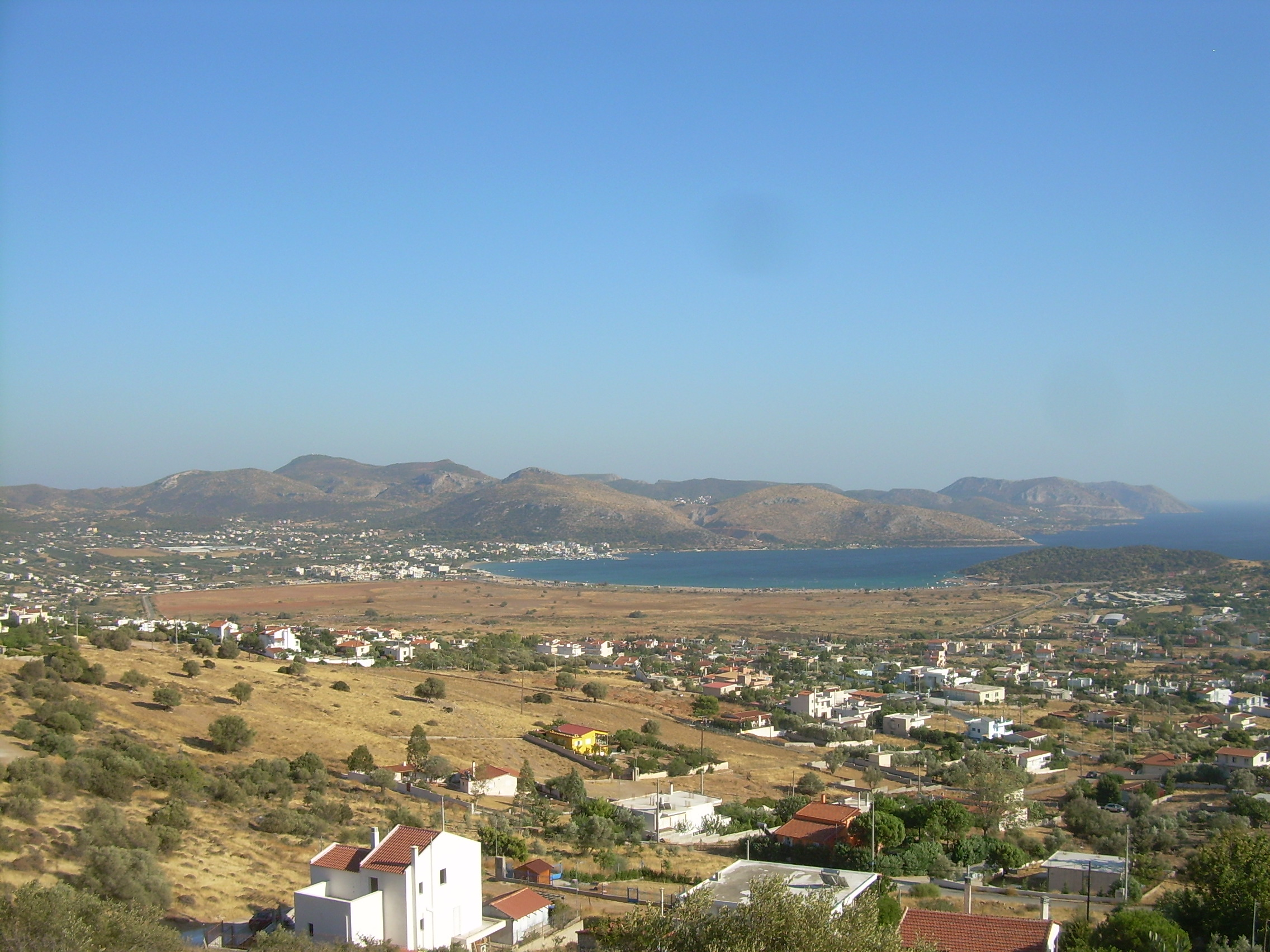
Paysage du sud de l'Attique à Anávyssos.

L'Attique (en grec ancien Ἀττική / Attikḗ, en grec moderne Αττική / Attikí) est une péninsule et une région historique de Grèce située dans le prolongement du Pinde. Elle s'avance dans la mer Égée entre le golfe des îles Petalis à l'est et le golfe Saronique à l'ouest ; son extrémité méridionale est constituée du cap Sounion. Elle est bordée au nord par la Béotie et à l'ouest par la Mégaride. Elle correspond approximativement à la périphérie moderne de l'Attique.
Elle constituait le territoire de la cité-État d'Athènes. Le centre de la péninsule est aujourd’hui fortement urbanisé avec l'agglomération formée par Athènes, Le Pirée, Chalándri, Maroússi, Acharnes et Éleusis.

## Histoire

### Légende

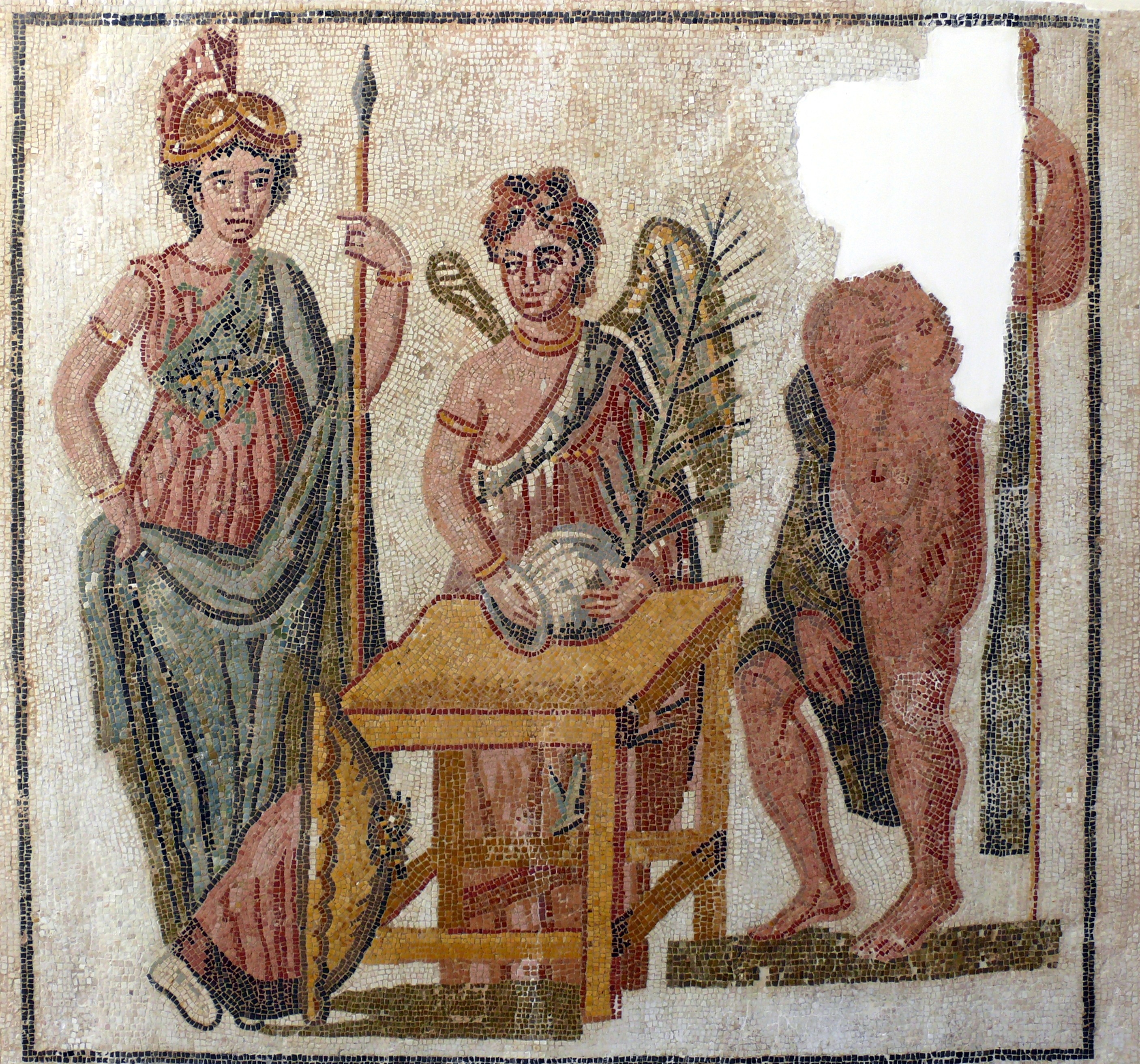
Mosaïque de la légende de l'Attique, Musée archéologique de Sousse en Tunisie.

Selon la légende de Cécrops, Athéna et Poséidon se sont disputé la possession de l'Attique. Ils choisissent comme arbitre Cécrops, le premier roi du territoire. Poséidon frappe l'Acropole de son trident et en fait jaillir un étalon noir invincible au combat, ou dans d'autres légendes, une source d'eau salée. Athéna, elle, offre un olivier. Cécrops juge le présent de la déesse bien plus utile pour son peuple et c'est elle qui devient protectrice d'Athènes.

### Antiquité
L’Attique s'est d'abord appelée Mopsopie. L'Attique était découpée en 139 dèmes et parallèlement, en trois grands secteurs : la ville (astu), la côte (paralie) et l'intérieur (mésogée). Les dèmes étaient regroupés en trittyes qui elles-mêmes étaient regroupées trois par trois, une de chaque secteur, pour constituer une tribu.
L'Attique comptait dix tribus :
1. Érechthéides (οἱ Ἑρεχθηΐδαι) ou Érechtéis
2. Égéides (οἱ Αἰγεῖδαι) ou Aigéis
3. Pandionides (οἱ Πανδιονίδαι) ou Pandionis
4. Léontides (οἱ Λεοντίδαι) ou Léontis
5. Acamantides (οἱ Ἀκαμαντίδαι) ou Akamantis
6. Œnéides (οἱ Οἰνεΐδαι) ou Oineis
7. Cécropides (οἱ Κεκροπίδαι) ou Kekropis
8. Hippothoontides (οἱ Ἱπποθοωντίδαι) ou Hippothontis
9. Aiantides (οἱ Αἰαντίδαι) ou Aiantis
10. Antiochides (οἱ Ἀντιοχίδαι) ou Antiochis

À partir de 306/307, deux nouvelles tribus sont créées et en 224/3, une treizième tribu voit le jour.
Durant l'Antiquité, l'Attique était de l'une des plus importantes régions productrices d'huile d'olive, qui était ensuite exportée jusqu'en Étrurie. La céramique d'Attique au VIe siècle av. J.-C. connait également un très grand succès. Des exportations massives de céramiques de cette région sont constatées toujours vers l'Étrurie à cette période, mais aussi dans tout le bassin méditerranéen et au-delà. Si l'on en croit Platon, à une époque antérieure à la sienne, les terres du pays étaient remplies de terre grasse ; il y avait sur les montagnes de grandes forêts, dont il reste encore aujourd’hui des témoignages visibles. « Si, en effet, parmi les montagnes, il en est qui ne nourrissent plus que des abeilles, il n’y a pas bien longtemps qu’on y coupait des arbres propres à couvrir les plus vastes constructions, dont les poutres existent encore. Il y avait aussi beaucoup de grands arbres à fruits et le sol produisait du fourrage à l’infini pour le bétail ». Athènes n'exporte pas de bois de ses forêts : le hâbleur discutant une exportation de bois en franchise vers le royaume de Macédoine que montre le philosophe péripatéticien Théophraste dans ses Caractères ment en prétendant avoir eu licence pour son bois : c'est le bois athénien qui vient de Macédoine, et non l'inverse. Selon Théophraste toujours, la Grèce n'exportait pas de gros bois de construction.